# Телеграфия
Телеграфия (на старогръцки: τῆλε – „далеко“ + на старогръцки: γρᾰ́φω – „пиша“) е метод за предаване на текстов или символен сигнал (за разлика от вербален или аудио) по електрически, оптичен кабел или чрез друго средство без физическа обмяна на носителя на сигнала, т.е. метод за връзка посредством код. Така например сигнализирането с флагове е телеграфен метод, докато пощата с гълъби не е.
Използването на код изисква той да бъде известен на изпращача и получателя. Според вида на използваните сигнали се налагат и други ограничения. Ранни примери за телеграфия са димните сигнали, запалените огньове, сигнализацията с отразена светлина и флагове както и телеграфът (механичен) на Клод Шап от 1789, ползван от Наполеон I по време на Революционните войни. С изобретяването на електричеството през XIX век се утвърждава електрическият телеграф, а с появата на радиото – радиотелеграфията с азбуката на Морз и други форми на безжична телеграфия. С появата на интернет средствата за телеграфия се усложняват значително и стават много по-лесни за универсална употреба, защото използваният код е скрит зад подходящи потребителски интерфейси, като например обмяната на електронна поща и незабавни съобщения.

## Терминология
Телеграфът е устройството за предаване и получаване на съобщения на големи разстояния, т.е. за телеграфия. Думата телеграф сега обикновено се отнася за електрическия телеграф. Безжичната телеграфия е известна също като „CW“ (в превод „непрекъсната вълна“), за разлика от ранните радио предаватели, използващи искров разрядник.
Телеграфно съобщение, изпратено по електрически телеграф от телеграфист с помощта на Морзова азбука, е известно като телеграма или каблограма.
По-късно телеграма, изпратена посредством телетип, става известна като телексно съобщение.
Използването на телеграфа намалява с навлизането на нови средства за телекомуникации в края на XX и началото на XXI век.

## В България
Първите телеграфни линии в българските земи и в Османската империя са изградени по време на Кримската война. Участъкът между Варна и Русе влиза в експлоатация през април 1855 г. Впоследствие е продължен до Букурещ и свързан с австрийската телеграфна мрежа. През октомври същата година е завършено и полагането на подводна телеграфна линия между Варна и Цариград. В края на 1855 г. е открита електрическа телеграфна линия между Шумен и Цариград, а през 1857 г. започва да работи линия от Пловдив до Одрин.
БТК спира предлагането на услугата „Телеграма“ на 1 февруари 2005 г.